# Bestune

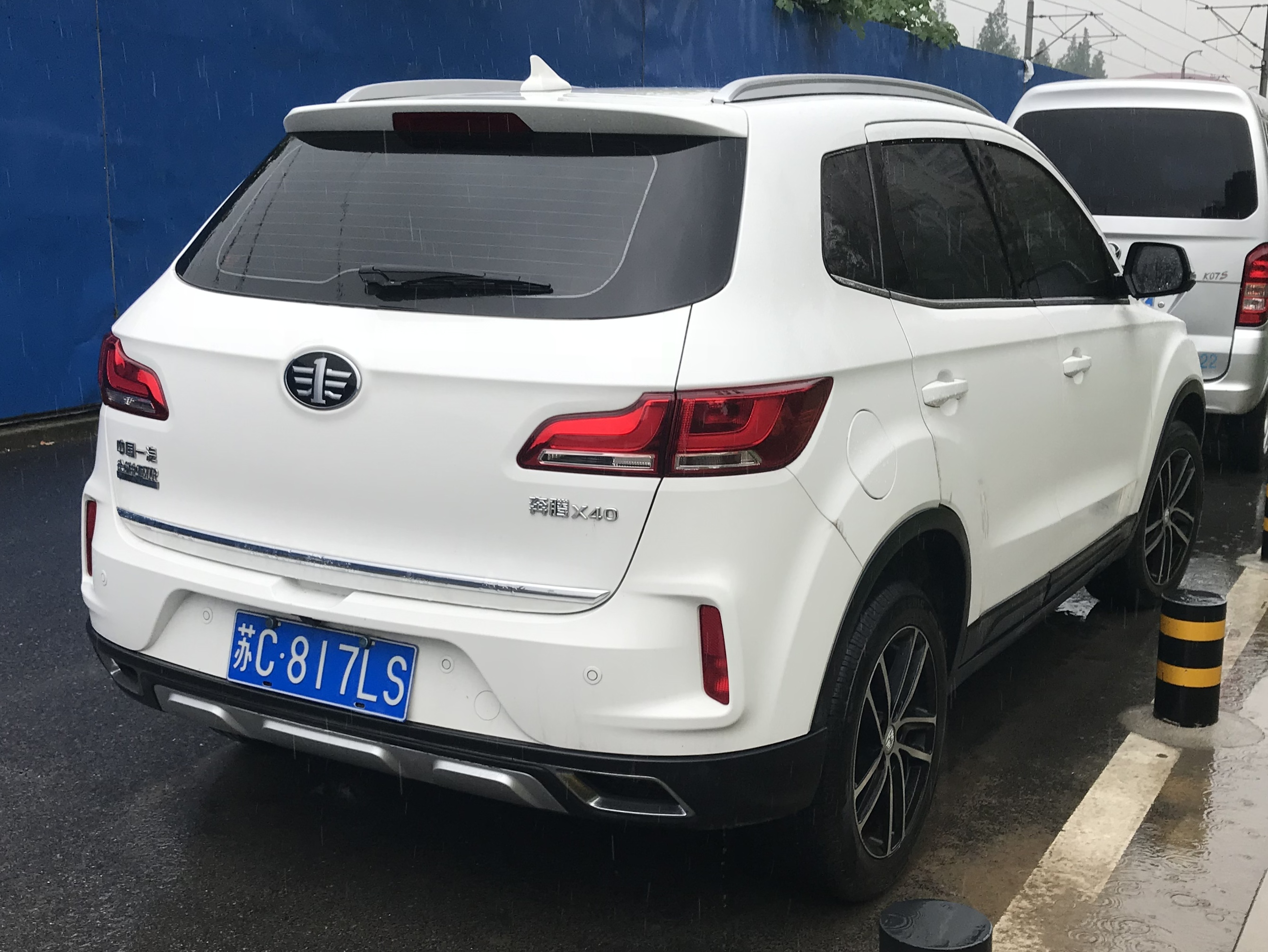
Il precedente stemma su una Besturn X40

Bestune, chiamata precedentemente Besturn (cinese 一汽 奔腾; pinyin Yīqì Bēnténg), è una casa automobilistica cinese di proprietà della FAW Car Company, a sua volta una controllata del gruppo FAW, fondata nel 2006 con sede a Changchun.
Le vetture sono realizzate sulla base di vecchie berline Mazda; infatti la FAW, in accordo con la casa giapponese, produceva le versioni per il mercato cinese delle Mazda 6 e inizialmente le Besturn furono prodotte negli stabilimenti Mazda della FAW.

## Storia
Introdotta sul mercato cinese nel 2006, la prima vettura è stata la Besturn B70, che ha fatto il suo debutto nel 2006, venendo basata su una vecchia Mazda 6 e utilizzando la piattaforma Ford CD3. La Besturn B50 è stata lanciata nel 2009 ed anch'essa era derivata dalla Mazda 6. Nel 2011 ha debuttato un altro modello di derivazione Mazda la B90.
Nel 2009 ha venduto circa 54.000 vetture, nell'anno seguente circa 134.500 esemplari, che hanno rappresentato un incremento di 70.000 unità rispetto dell'anno precedente.
Fino al 2011, i marchi Besturn e Hongqi condividevano lo stesso badge e nel 2008, a causa delle scarse vendite di quest'ultimo, gli showroom della Hongqi sono stati fusi con quelli della Besturn.

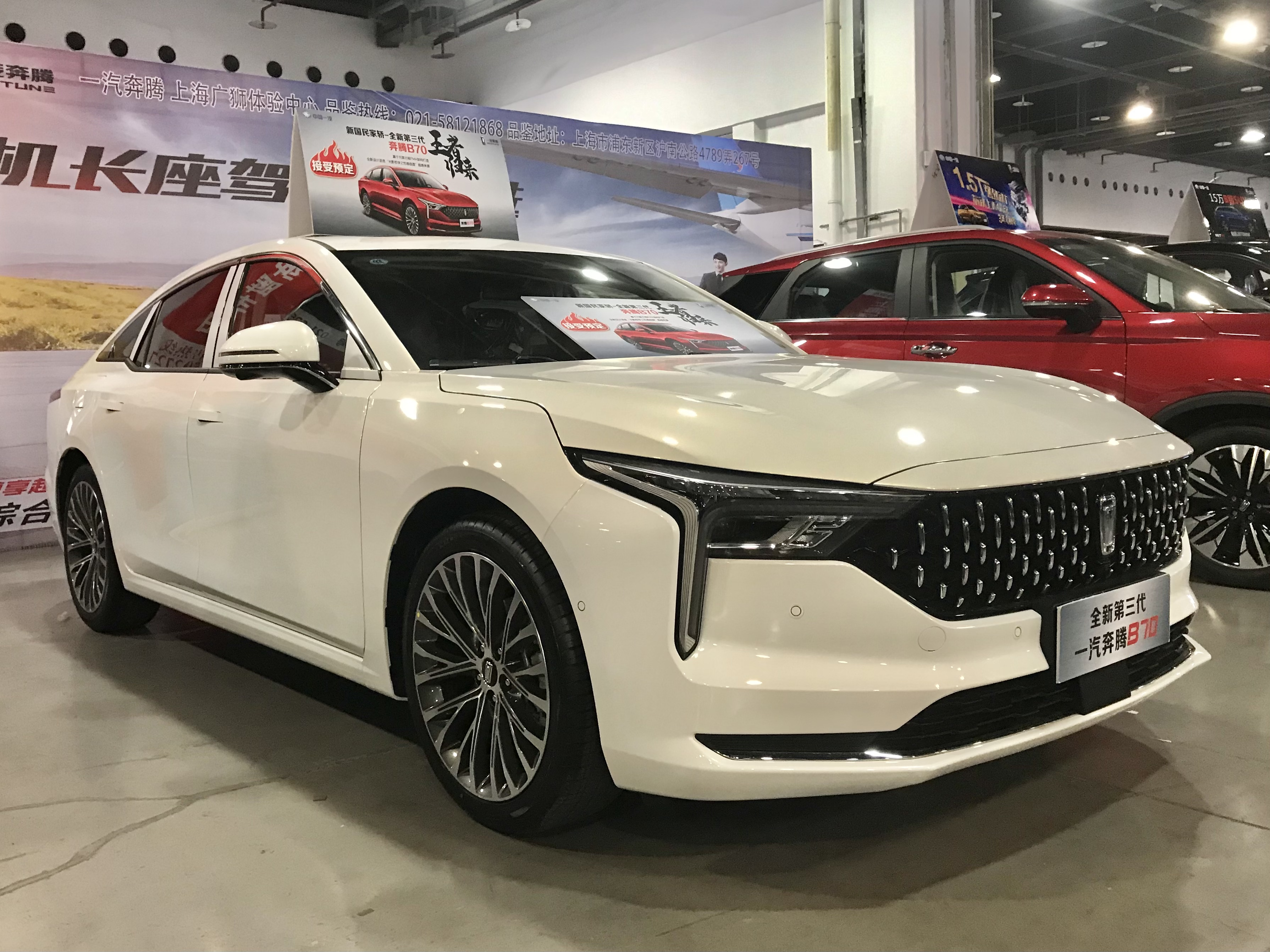
Bestune B70 III

Nel 2012 sono iniziate le esposizioni fuori dal paese, venendo vendute anche sul mercato russo; la B50 che è stata il primo modello extra cinese, che ha debuttato al Salone Internazionale dell'Automobile di Mosca 2012.
Alla fine del 2018 la FAW ha deciso di cambiare nome da Besturn in Bestune.

## Modelli

### In produzione
- Bestune B70
- Bestune B70S
- Bestune T33
- Bestune T55
- Bestune T77
- Bestune T99
- Bestune T90
- Bestune E01
- Bestune NAT
- Bestune M9

### Fuori produzione
- Bestune B30
- Besturn B50
- Bestune B90
- Besturn X40
- Bestune X80